# 大神伝
『大神伝』（おおかみでん）は、六道慧による日本のライトノベル。イラストは横井良輔（1 - 4巻）、小林智美（5巻以降、外伝）が担当。ソノラマ文庫（朝日ソノラマ）より1988年1月から1993年3月まで刊行された。
1980年代後半を舞台として、アトランティス・ムー大陸滅亡から始まる幾千年もの時を越えた愛と転生、聖と魔の壮絶な戦いを描いた因縁の物語。

## あらすじ
今より遥か17000年前。アトランティス・ムー大陸を治めていた黄金の大神・ルシフェルは、人間の娘メデュウサに恋し、少年王ダンテとして生きることを選んだ。二人は夫婦となり幸せに暮らしていたが、かつての部下・サタンの裏切りによって大陸は滅亡の危機に陥れられてしまう。もはや逃げ場を失ってしまったダンテは、転生して再び出会うために、愛するメデュウサの意識をはるか未来へと飛ばす。その後を追ってダンテもまた、彼に従う七大天使と呼ばれる大神たちと共に自らの意識を未来に飛ばしたのだった。
時は移り、1980年代後半。現代に転生したダンテとメデュウサはサタンの野望を挫くため、世界中に散ってしまった七大天使を探すための旅に出る。そして、魔王サタンもまた現代に蘇り、配下である七大魔使と共に彼らを待ち受けるのであった。

## 登場人物

### ダンテと七大天使
尾角明（おづぬ あきら）
かつてアトランティス・ムー大陸を治めていた黄金の大神・ルシフェルの化身。大天使であったが人間の娘メデュウサに恋し、少年王ダンテとして生きることを選んだ。サタンの野望を挫くため、愛するメデュウサと再び出会うため、役小角やサンジェルマン伯爵などの様々な姿で転生を繰り返してきた。時代や状況によって髪や瞳の色が変化するが、本来は金色の髪と瞳の持ち主である。
上條優佳（かみじょう ゆりか）
高校2年生。生後半年で両親を飛行機事故で失い、祖父母に育てられていた。ダンテの妃・メデュウサの転生者であり、そのためサタンや七大魔使たちにより執拗に狙われるようになる。飛鳥時代の日本や18世紀のフランスなど、さまざまな時代や場所で転生を繰り返しているが、瞳の色（本来は翠色）を除いて外見はほとんど変わっていない。
鏡六朗（かがみ ろくろう）
超常現象を専門としているジャーナリスト。ダンテとメデュウサの息子でもある白銀（オリハルコン）の大神・ミカエルの転生者で、既に天使として覚醒している。ダンテへの報われない愛ゆえに魔に堕ちてしまった女神・メイヴを愛しており、時を越えて何度も彼女を救おうと試みる。
秀雷狼（シュウ・レイラン）
通称「シュウ」。オーストラリア・メルボルンのハイスクールに通う華僑の少年。北京出身の生粋の中国人であるが、生まれつき蒼い瞳を持っている。そのために周囲から疎まれていたが、後に父と和解する。血気盛んな蒼き大神・ラファエルの転生者。密かにメデュウサ（優佳）を慕っていたが、彼女の心が自分にないことを知り、自らの想いに折り合いをつけていく。
サミュエル・グレイ
銀色の髪と瞳を持つ放浪の画家。銀の大神・サマエルの転生者。すでに天使として覚醒しており、現在はニューヨークに滞在している。
レオン・オルフェ
ロンドン出身。スコットランドヤードの警部。赤い髪と瞳を持つ緋の大神・オルフィエルの転生者。メイヴの策略によって魔使・アスモデウスとして覚醒してしまった同僚・ヘンリーと戦うことになる。大柄で屈強な外見に似合わずネズミが大の苦手。
キラ・レッシュ
ロサンゼルスを拠点としている俳優。紫色の髪をした中性的な美貌を持つ青年。紫の大神・ウリエルの転生者。親友のアピスの妹・ケイトが魔使・マルコキアスの転生者である事を知り、彼女たちを救おうとする。
アビ・レツーラ
南アフリカ・ソエト出身。アパルトヘイトに抵抗する美貌の女戦士で、肌の色から「黒い悪魔」や「黒い狼」と称されている。暁の大神・ザカエルの転生者。本来は男性であるが現世では女性として転生している。虹色の光輝を持つ彼（彼女）は決まった色を持たず、その時代や状況によって外見が大きく変化する。18世紀のフランスでは、黒髪に白い肌、胡桃色の瞳を持つ美少年の姿で転生していた。
グリン・ガブリエル・グリフォン
エジプト・カイロ大学に通う学生。緑がかった金髪の持ち主。緑の大神・ガブリエルの転生者で、既に天使として覚醒していたが、七大魔使の一人・フルーレティを心から愛しており、転生した彼女を覚醒させないために心を砕いていた。

### サタンと七大魔使
サタン
かつてルシフェルの部下であったが、彼の領土とメデュウサを我が物とするために裏切りを働いた元天使。ゆがんだ形ではあるものの、メデュウサへの愛は偽りではない。自らの野望を叶えるためならば、妻子や部下の命すら利用することも厭わない魔王。「大悪魔（グラン・サタン）」または「ルキフェル」とも称されている。
アラン・ロウエル
シュウと同じメルボルンのハイスクールに通う少年。州知事の息子でもあり、普段は優等生を演じているが、実は七大魔使の一人・アスタロトの転生者。
サイラス・ベール
見た目は15、6歳の小柄な黒人少年だが、七大魔使の一人・ベールゼブブの転生者。物体消滅や瞬間移動などの強大な超能力を持っており、覚醒が進むにつれ外見までもが大きく変化していく。
ヘンリー・レイザム
スコットランドヤードの警部でレオンの同僚。七大魔使の一人・アスモデウスの転生者。魔使として覚醒した自らの運命を厭い、レオンに自分を止めてもらうことを望んでいる。かつては緋の大神・オルフィエル（レオン）の部下であったが、同じ女性を愛してしまったことから嫉妬に駆られ、それに乗じた女神メイヴによって魔に堕とされてしまった。
マルコキアス
七大魔使の一人。ケイトという少女に転生しているが、双子の姉・アピスと深く繋がっており、一方の死が双方の死となる特異な状態になってしまっている。
ギミル・デビア
「白い天使」とも称される、南アフリカの事実上の支配者。七大魔使の一人・サタナキアの転生者で、自らを天使だと思い込んでいた哀しき魔使。彼もまたメデュウサに想いを寄せており、光に還されることを望みながらも、自身をかばって楯となり死んでいった部下・ラミアに殉ずるため、悪魔として生まれる来世を選び自爆する。
ファジーラ
グリンのガールフレンド。七大魔使の一人・フルーレティの転生者。サタンによって無理矢理魔使として覚醒させられ、愛するグリンに自分を倒してもらうよう懇願する。
ベリアル
バグダッドに魔都バビロンを復活させた張本人。魔に堕ちた女神・メイヴのことを密かに慕っていた。恋敵でもある鏡（ミカエル）に救われる事を良しとせず、あくまでも悪魔として生まれる来世を選び自害する。

### その他の人物
メイヴ
自らの傲慢さが原因で愛していたダンテ（ルシフェル）に拒絶され、復讐するために魔に堕ちてしまった女神。驕慢ではあったものの、ダンテへの愛は真実だった。サタンに与して何度も天使たちと対峙するが、心の底では自らの行いを後悔しており、最後は彼女を愛する鏡（ミカエル）の手によって、光に還っていった。
李蓮杰（リー・リンチェイ）
シュウの父・秀劉琅（シュウ・リュウラン）の秘書兼ボディガード。転生者ではないが、シュウの事情を知った父親・劉琅により、彼のもとに派遣される。
ルチア・フランシス
ポルトガル出身の幻視能力者で12歳の修道女。光の巫女の一人・リスレルの転生者。前世において辱めを受けたために巫女としての資格を失うが、緋の大神・オルフィエルに求婚される。アスモデウスもまた彼女を慕っており、彼が魔に堕ちる遠因ともなってしまった。
ハティージャ
イラク・バグダッド出身の予知能力者。光の巫女の一人・セルピナの転生者として既に覚醒しており、ベリアルによって魔都バビロンに捕らわれていた。前世では慎ましやかな女性だったが、現世では舌先三寸で悪魔を謀り、大神たちに厳しいツッコミを入れるおてんば娘へと変貌している。成り行きで約束を交わしたサタンの息子・アスラフェルを命を懸けて救おうとする。
アレス
かつては女神であったが、慕っていた白銀の大神・ミカエルに振り向いてもらえなかったことから捨て鉢になり、魔に堕ちてサタンの妻となってしまっていた。旧友でもあったハティージャ（セルピナ）の説得と鏡（ミカエル）の力によって魔から解放され、再び転生することを約束して光に還っていった。
アスラフェル
サタンの息子。魔王の眷属でありながら魔になりきれず、心の底で誰かに救われることを望んでいた。成り行きでハティージャと約束を交わしてしまうが、それがきっかけで自らの本心に気づき、自分自身のみならず魔王である父親をも光に還すことを願うようになる。
シモン
ローマ法王の命により「第三の予言」とロザリオを託され、エルサレムに派遣された若い神父。巫女たちを統べる光の女神・セラフィムの転生者。本来は女性であるが現世では男性として転生している。

## 既刊一覧

### 本編
- 六道慧（著）・横井良輔（イラスト、1 - 4巻） / 小林智美（イラスト、5巻以降） 『大神伝』 朝日ソノラマ〈ソノラマ文庫〉、全9巻
  1. 「ムーの大神」1988年1月30日初版発行、ISBN 4-257-76404-X
  2. 「蒼き大神」1988年6月30日初版発行、ISBN 4-257-76420-1
  3. 「魔聖（ましょう）の大神」1988年12月30日初版発行、ISBN 4-257-76442-2
  4. 「緋の大神」1989年6月30日初版発行、ISBN 4-257-76476-7
  5. 「闇の大神」1990年6月30日初版発行、ISBN 4-257-76520-8
  6. 「暁の大神」1990年12月30日初版発行、ISBN 4-257-76541-0
  7. 「砂の大神」1991年11月30日初版発行、ISBN 4-257-76576-3
  8. 「オリハルコンの大神」1992年8月31日初版発行、ISBN 4-257-76617-4
  9. 「黄金の大神」1993年3月30日初版発行、ISBN 4-257-76639-5

### 外伝
- 六道慧（著）・小林智美（イラスト） 『小角伝説 飛鳥霊異記』 朝日ソノラマ〈ソノラマ文庫〉、1990年1月30日初版発行、ISBN 4-257-76505-4